# Moisburg
Moisburg est une commune allemande de l'arrondissement de Harburg, Land de Basse-Saxe.

## Géographie
Moisburg se situe au nord-ouest du parc naturel de la lande de Lunebourg et est traversé par l'Este.
|             | Buxtehude   | Elsdorf |
| Regesbostel | Moisburg    | Appel   |
|             | Hollenstedt |         |

Moisburg est composé des quartiers de Moisburg, Appelbeck et Podendorf.

## Histoire
Le village de Moisburg est mentionné pour la première fois en 1322. Le moulin à eau datant de 1379 est aujourd'hui un musée local.
Le 28 août 1809, Napoléon accorde au général Claude Mathieu de Gardane le titre de comte de l'Empire, avec une dotation de 25 000 francs sur les domaines de Harburg et Moisburg.

## Source, notes et références
- (de) Cet article est partiellement ou en totalité issu de l’article de Wikipédia en allemand intitulé « Moisburg » (voir la liste des auteurs).